# Windsberg (Thüringer Wald)
Der Windsberg, ist ein markanter Berg in der Flur von Schweina im Wartburgkreis und gehört zum Thüringer Wald. Der Berg liegt etwa 1700 Meter südwestlich vom Glöckner-Ehrenmal am Rennsteig.
Der Windsberg ist ein vollständig bewaldeter, 670,6 m ü. HN hoher Berg und befindet sich an der Südseite des Gebirges. Er stellt einen Riedel von beträchtlicher Breite dar und besteht aus Glimmerschiefer. An seinem Südhang erhebt sich der Jägerstein, ein Felsen mit einem beliebten Aussichtspunkt in das Werratal bei Bad Salzungen und den Moorgrund. An den Hängen des Windsberges entspringen einige Quellen, die nach kurzem Lauf in die Schweina münden; zu ihnen gehört der Goldborn und der Luisenthaler Bach, dessen künstlicher Wasserfall am Südfuß des Windsberges zum westlichen Areal des Altensteiner Parks gerechnet wird.

## Geschichte
Nach der Überlieferung und alten Flurkarten von Schweina wurde der Berg zunächst als Wotansberg verehrt, auch hatte die Schweinaer Bevölkerung die feste Überzeugung, der Windsberg könne durch bestimmte Erscheinungen das Wetter der folgenden Tage anzeigen, daher nannte man ihn Windsberg.
Im Mittelalter war das Gebiet um den Rennsteig von Waldschmieden und Köhlern bevölkert, und der nahe Forstort Große Meilerstätte erinnert an diese Zeit. Die Flurnamen Jägerstein, Hoher Schuß und Neufang kennzeichnen den Berg auch als ein beliebtes Jagdrevier der Hunde von Wenckheim und der Meininger Herzöge, die im benachbarten Jagdhaus Kissel oder dem Schloss Altenstein Quartier bezogen.
Der Jägerstein ist Schauplatz einer tragischen Lebensgeschichte. Zu seinen Füßen befindet sich ein Doppelgrab, es birgt die Leiche des um 1730 von einem Wilderer, dem Roten Simon, erschossenen Försters Hans Reisig und dessen Mutter, die man nach dessen Tod als Schweinaer Hexe ausgegrenzt hatte, da sie sich bei ihrer verzweifelten Suche und der Aufklärung der Todesumstände ihres Sohnes im Dorf Feinde gemacht hatte. Nach Monaten der Kerkerhaft war ihre Unschuld erwiesen, doch die Frau verstarb wenige Zeit später und wurde auf eigenen Wunsch im Grab ihres Sohnes am Jägerstein bestattet. Aus Scham über diese traurige Geschichte wurde der Jägerstein von der Dorfbevölkerung über Jahrzehnte gemieden.
Das Waldgebiet nördlich vom Windsberg wurde Anfang 2007 vom Orkan Kyrill heimgesucht, dieser hinterließ einen großflächigen Flurschaden.

## Literatur

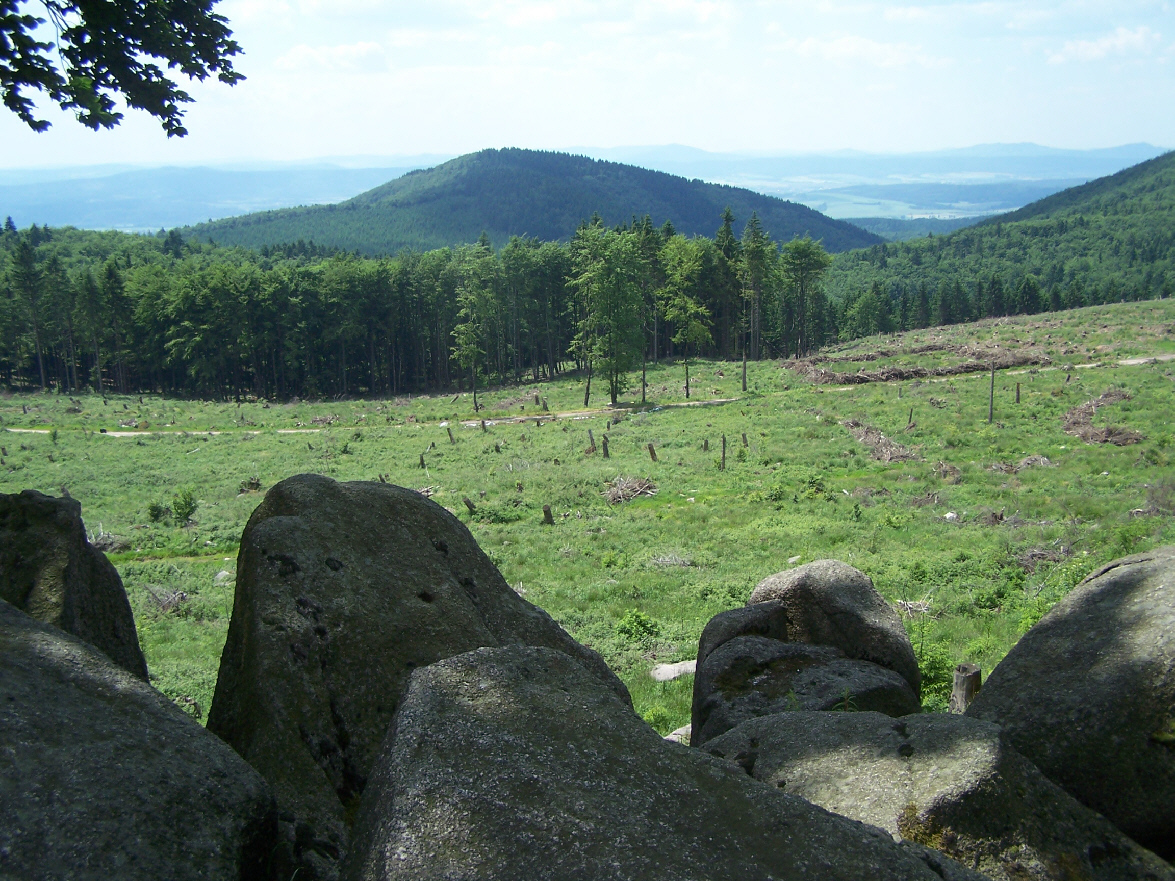
Ansicht vom Glöckner